# Park Cho-rong
Park Cho-rong (hangul: 박초롱), även känd under artistnamnet Chorong, född 3 mars 1991, är en sydkoreansk sångerska, skådespelare och låtskrivare.
Hon har varit ledare för den sydkoreanska tjejgruppen Apink sedan gruppen debuterade 2011. Chorong har även skrivit flera låtar till gruppens olika album.

## Diskografi

### Album
| Datum       | Albumtitel              | Topplacering          |
| Datum       | Albumtitel              | Sydkorea (Gaon Chart) |
| ----------- | ----------------------- | --------------------- |
| 19 apr 2011 | Seven Springs of A Pink | 6                     |
| 22 nov 2011 | Snow Pink               | 7                     |
| 9 maj 2012  | Une Annee               | 4                     |
| 5 jul 2013  | Secret Garden           | 2                     |
| 31 mar 2014 | Pink Blossom            | 2                     |
| 24 nov 2014 | Pink Luv                | 1                     |
| 21 jul 2015 | Pink Memory             | 2                     |
| 26 sep 2016 | Pink Revolution         | 2                     |

## Filmografi

### TV-drama
| År   | Titel          | Kanal | Roll                   |
| ---- | -------------- | ----- | ---------------------- |
| 2010 | All My Love    | MBC   | Cho-rong               |
| 2012 | Reply 1997     | tvN   | Lee Il-hwa (cameoroll) |
| 2014 | Plus Nine Boys | tvN   | Han Soo-ah/Bong-sook   |